# 宇都宮市立豊郷南小学校
宇都宮市立豊郷南小学校（うつのみやしりつとよさとみなみしょうがっこう）は、栃木県宇都宮市竹林町にある公立の小学校である。

## 沿革
- 1895年（明治28年）4月28日 - 豊郷尋常小学校竹林分校として、竹林の宝蓮院の一部を借用して開校
- 1900年（明治33年）4月 - 豊郷尋常小学校より分離独立し豊郷尋常小学校南校発足
- 1903年（明治36年）11月 - 現在地に校舎を建設
- 1941年（昭和16年）4月1日 - 豊郷村南国民学校に改称
- 1947年（昭和22年）4月1日 - 豊郷村立南小学校に改称
- 1954年（昭和29年）11月1日 - 豊郷村が宇都宮市に編入合併したのに伴い宇都宮市立豊郷南小学校に改称
- 1977年（昭和52年）4月 - 宇都宮市立御幸が原小学校分離開校し学区変更
- 2006年（平成18年）3月6日 - 築山撤去

## 通学区域
宇都宮市
- 今泉町の一部
- 今泉新町
- 岩曽町の一部
- 下川俣町の一部
- 竹林町
- 中今泉1丁目の一部，中今泉3丁目の一部

## アクセス
- 宇都宮駅から関東自動車 (栃木県)のバスで釜井団地・白沢河原方面、「豊郷南小学校前」バス停下車すぐ